# Antonio Molina

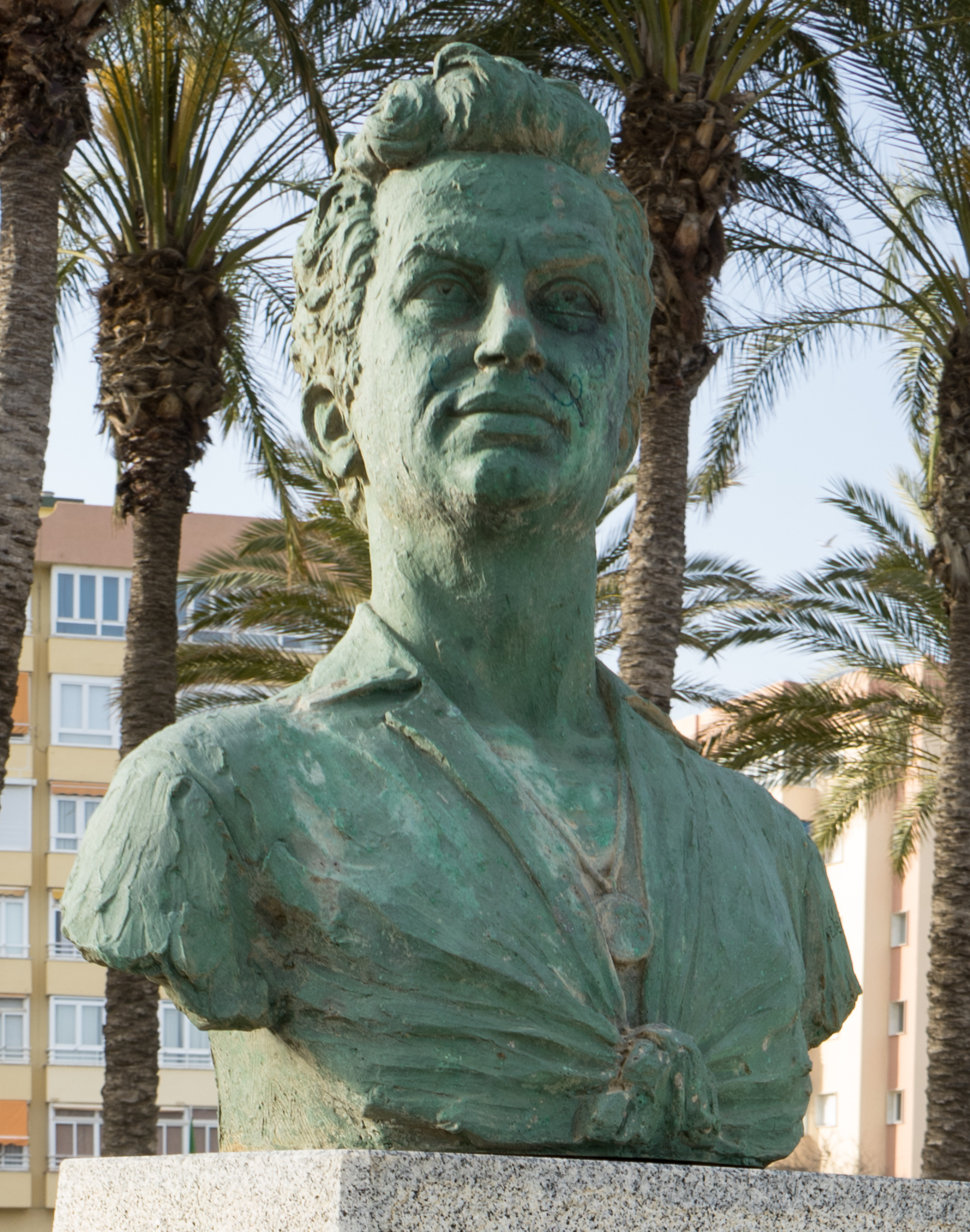
Antonio Molina, Büste von 2002 in Málaga (Foto 2017)

Antonio Molina (* 9. März 1928 in Málaga; † 18. März 1992 in Madrid) war ein spanischer Flamenco- und Copla andaluza-Sänger und Schauspieler.
Molina heiratete Angela Tejedor, mit der er acht Kinder hatte. Vier seiner Kinder, Ángela, Miguel, Paula  und Mónica Molina wurden Schauspieler.
Im Alter von zehn Jahren zeigte Antonio Molina bereits eine große Neigung für den Gesang. Er wurde bekannt durch Auftritte in verschiedenen Radiosendungen.
Antonio Molinas Filmkarriere begann 1953 mit Erfolgen wie El pescador de coplas (1953, Regisseur Antonio del Amo), Esa voz es una mina (1955, Regisseur Luis Lucia) und La hija de Juan Simón (1956, Regisseur Gonzalo Delgrás). Als Hauptdarsteller spielte er nicht nur in Filmen, sondern auch im Theater. Er nutzte seine Popularität viele Jahre, indem er mit einer eigenen Musik-Show herumreiste. Einige Jahre nach seinem Rückzug versuchte er 1986 erfolglos ein Comeback.

## Filmografie
- 1943: ¿Por quién doblan las campanas?
- 1951: El macetero
- 1954: El pescador de coplas
- 1955: Esa voz es una mina
- 1956: Malagueña
- 1957: La hija de Juan Simón
- 1957: Un hombre en la red
- 1958: El Cristo de los Faroles
- 1958: Café de Chinitas
- 1961: Puente de coplas („Brücke der Lieder“)
- 1975: Canciones de nuestra vida